# 10 життів
«10 життів» (англ. 10 Lives) — британсько-канадський 3D комп'ютерно-анімаційний комедійно-драматичний фільм, знятий Крісом Дженкінсом. Прем'єра стрічки відбулась 20 січня 2024 року на кінофестивалі «Санденс». В широкий прокат фільм вийшов 5 квітня 2024 року. Прокатник в Україні — Kinomania Film Distribution.

## Сюжет
Маленьке кошеня Беккет потрапляє до рук молодої наукової співробітниці Роуз, стає її улюбленцем і перетворюється на вгодованого капризного кота. От тільки через свою розбещеність Беккет швидко використовує відпущені йому дев'ять життів.
Але Беккету пощастило, і йому на небесах надають шанс прожити нове життя, думаючи не тільки про себе. І він повертається… Потім знов… І знов… І кожного разу в новому образі — то барсука, то пацюка, то таргана, то акваріумної рибки… Складно визначитися відразу, як же можна цінувати своє життя, бути корисним і довести свою любов до Роуз. І лише в останнє дев'яте життя Беккет рятує Роуз і гине сам, після чого через роки перероджується, повернувшись кошеням, яке підбирає у притулку маленька донька Ларрі та Роуз.

## Голосовий акторський склад
- Мо Гілліган — Беккет, домашній кіт
- Симон Ешлі — Роуз Ешлі
- Софі Оконедо — Грейс
- Білл Наї — професор Річард Крейвен
- Ділан Ллевелін — Ларрі Ллевелін
- Зейн Малік — Кірк та Кемерон, пара близнюків
- Джеремі Свіфт — Хеппі, американський пітбультер'єр

## Критика
Фільм отримав схвальні відгуки. Rotten Tomatoes дав оцінку 67 % на основі 9 відгуків від критиків і 76 % від більш ніж 50 глядачів.